# Comoren (eilandengroep)
De Comoren vormen een eilandengroep in de Indische Oceaan, ten noordwesten van Madagaskar, in de noordelijke ingang van de Straat van Mozambique. Afgezien van een paar zeer kleine eilanden bestaat de groep uit vier eilanden: Anjouan, Grande Comore, Mayotte en Mohéli.
Mayotte is een Frans overzees departement, de andere drie eilanden vormen elk een deelstaat van de federale staat van de Comoren.

## Comoorse eilanden
| Vlag | Naam eiland   | Hoofdstad | Oppervlakte | Dialect    | Huidige land |
| ---- | ------------- | --------- | ----------- | ---------- | ------------ |
|      | Anjouan       | Mutsamudu | 424 km²     | Shindzuani | Comoren      |
|      | Grande Comore | Moroni    | 1148 km²    | Shingazija | Comoren      |
|      | Mohéli        | Fomboni   | 290 km²     | Shimwali   | Comoren      |
|      | Mayotte       | Mamoudzou | 374 km²     | Shimaore   | Frankrijk    |

De eilanden zijn van vulkanische oorsprong.

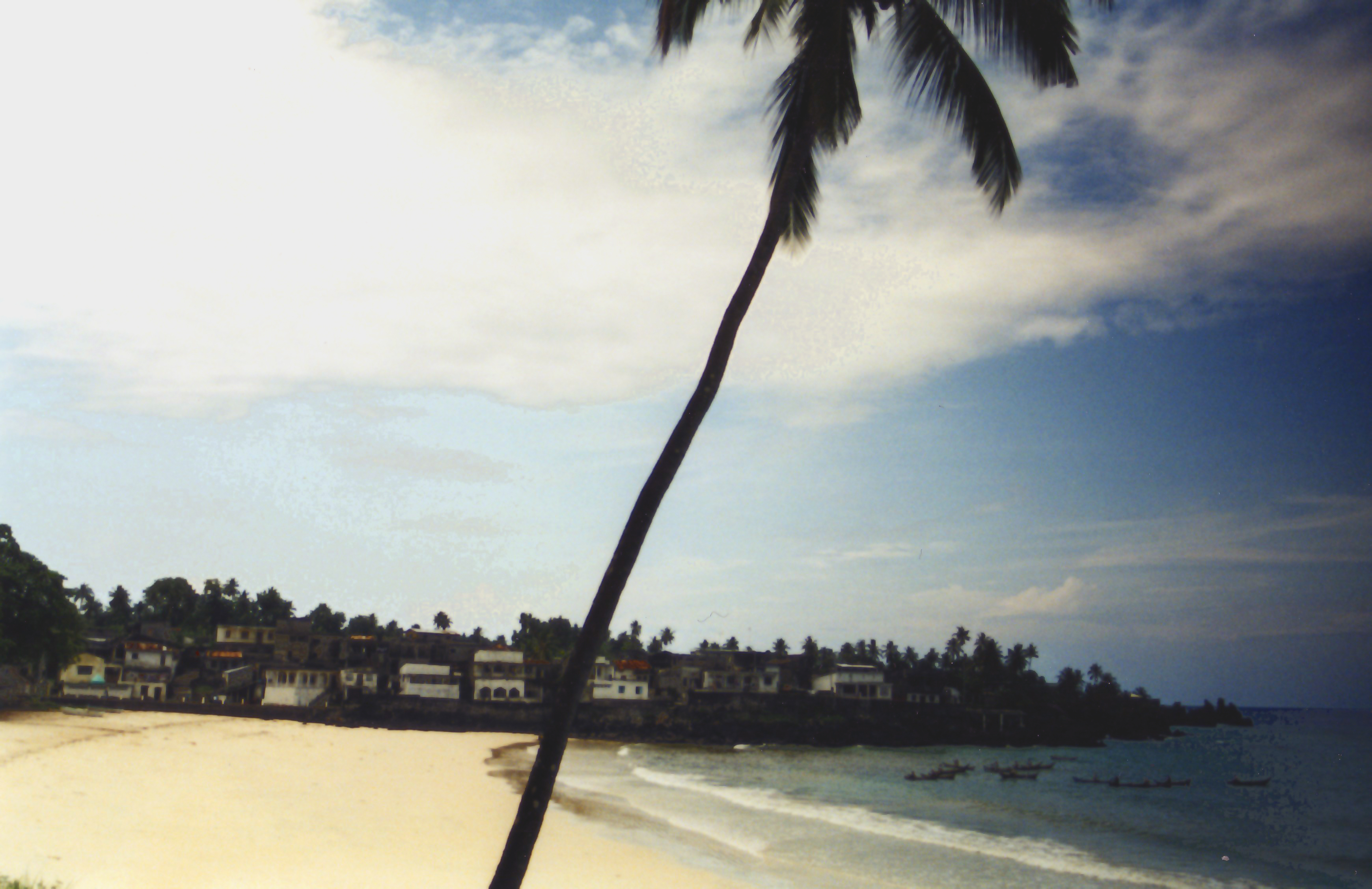
Moroni, de hoofdstad van de Comoren

## Geologie en natuurlijke omgeving
De Comoren zijn van geologisch jonge datum en zijn ontstaan op een hotspot die eerder onder meer de Farquhar-eilanden en vulkanen op Noord-Madagaskar vormde. Mayotte is met circa 5,4 miljoen jaar het oudste eiland, Grande Comore met 130.000 jaar het jongste. De vulkaan op Grande Comore (Karthala) is nog actief, en kwam in 2006 tot uitbarsting.
Rond Mohéli en Mayotte bevinden zich koraalriffen, rond Mayotte zelfs een uniek dubbel rif. Anjouan kent verspreide riffen, Grande Comore geen enkele; de zeebodem rond Grande Comore loopt steil af. Rond de eilanden ligt een zee van 3000 meter diep.

## Geschiedenis
De Comoren stonden al vanaf ongeveer 800 na Chr. onder Arabische invloed, wat zich thans nog laat merken in het feit dat de islam de overwegende religie is. De bevolking bevat naast een negroïde en een Arabisch bestanddeel ook een Maleis bestanddeel, vermoedelijk verwant aan dat van Madagaskar. De inheemse bevolking spreekt evenwel al eeuwenlang diverse dialecten van het Swahili, een Bantoetaal met sterke Arabische invloeden.
In 1843 werd Mayotte door Frankrijk geannexeerd, in 1886 werden de andere eilanden ook een Frans protectoraat. In 1912 werden ze een Franse kolonie, aanvankelijk bestuurd vanuit Madagaskar.
In 1975 werd de onafhankelijkheid van de Comoren uitgeroepen, doch het volgende jaar koos de bevolking van Mayotte in grote meerderheid voor de terugkeer tot Frankrijk.
De Comoren hebben na hun onafhankelijkheid een roerige tijd doorgemaakt. Sinds de onafhankelijkheid hebben 22 al dan niet geslaagde pogingen tot staatsgreep plaatsgevonden. Viermaal grepen "les affreux", een huurlingenleger onder leiding van de Fransman Bob Denard, de macht. Tweemaal (in 1978 en 1990) greep Frankrijk militair in. In 2001 trad een nieuwe grondwet in werking, waarbij het land een meer federalistisch bestuur kreeg.